# 客村站
客村站是廣州地鐵3号线和8号线的换乘站。車站位於中国广东省广州市海珠區新港中路新市頭路口的地下，於2003年6月28日隨2號線首期曉港至琶洲段啟用，2005年12月26日随3号线首通段通车而成为换乘车站。

## 車站結構

### 車站樓層
客村站共有四層，地面為车站各出入口，周边为新港中路、新市头路、中国电子科技集团公司第七研究所、丽影广场、珠影星光城等商業樓群，地下一層为车站站厅；地下二層為8號綫月台；地下三層為换乘平台；地下四層為3號綫月台。
整個車站虽然均使用了搪瓷板裝修，但由于两线并非同步啟用，因此车站部分区域的色系都有所不同：其中率先启用的8号线站台以及站厅东西两侧的色系为土蓝色，之后启用的3号线站台、换乘平台以及站厅南北两侧的色系为绿色。不过，兩線月台的書法站名均使用相同的手寫字，系时任广州市书法家协会副主席卢苏之手笔。
| 地下一层 | 站厅     | 售票機、客服中心、商店、警务室、母婴室、安检设施 |  |  |
| 地下二层 | 3 站台   | █8号线 滘心方向（下站：鹭江）                    |  |  |
|          | 岛式站台 |                                                  |  |  |
|          | 4 站台   | █8号线 万胜围方向（下站：赤岗）                  |  |  |
|          | 設備區   | 車站設備                                         |  |  |
| 地下三层 | 换乘平台 | 來往 █3号线 █8号线 两线站台 車站設備区           |  |  |
| 地下四层 | 2 站台   | █3号线 机场北或天河客运站方向（下站：广州塔）    |  |  |
|          | 岛式站台 |                                                  |  |  |
|          | 1 站台   | █3号线 海傍方向（下站：大塘）                    |  |  |

### 站厅
客村站站厅為一個十字型的共用站厅，3号线站厅为南北向，8號線站厅為東西向，均位于地下一层。3号线站厅被8號線站厅分開為南北兩個部分。為了方便乘客進出，付費區位於站厅中央南侧（含3号线站厅南侧），站厅付費區內設有多組扶手電梯及樓梯供乘客往返于3号线月台层，以及8号线月台层。同时设有1台贯通四层的专用电梯。
站厅設有售票機、自动售卡/充值机、客服中心等设施。同时亦设有麵包糕餅店、便利店以及鸭脖店等商店。此外亦设有自動售賣機、智能寄存柜等设施。
另外，本站的母婴室设于站厅非付费区靠近B出入口处。

### 月台以及换乘

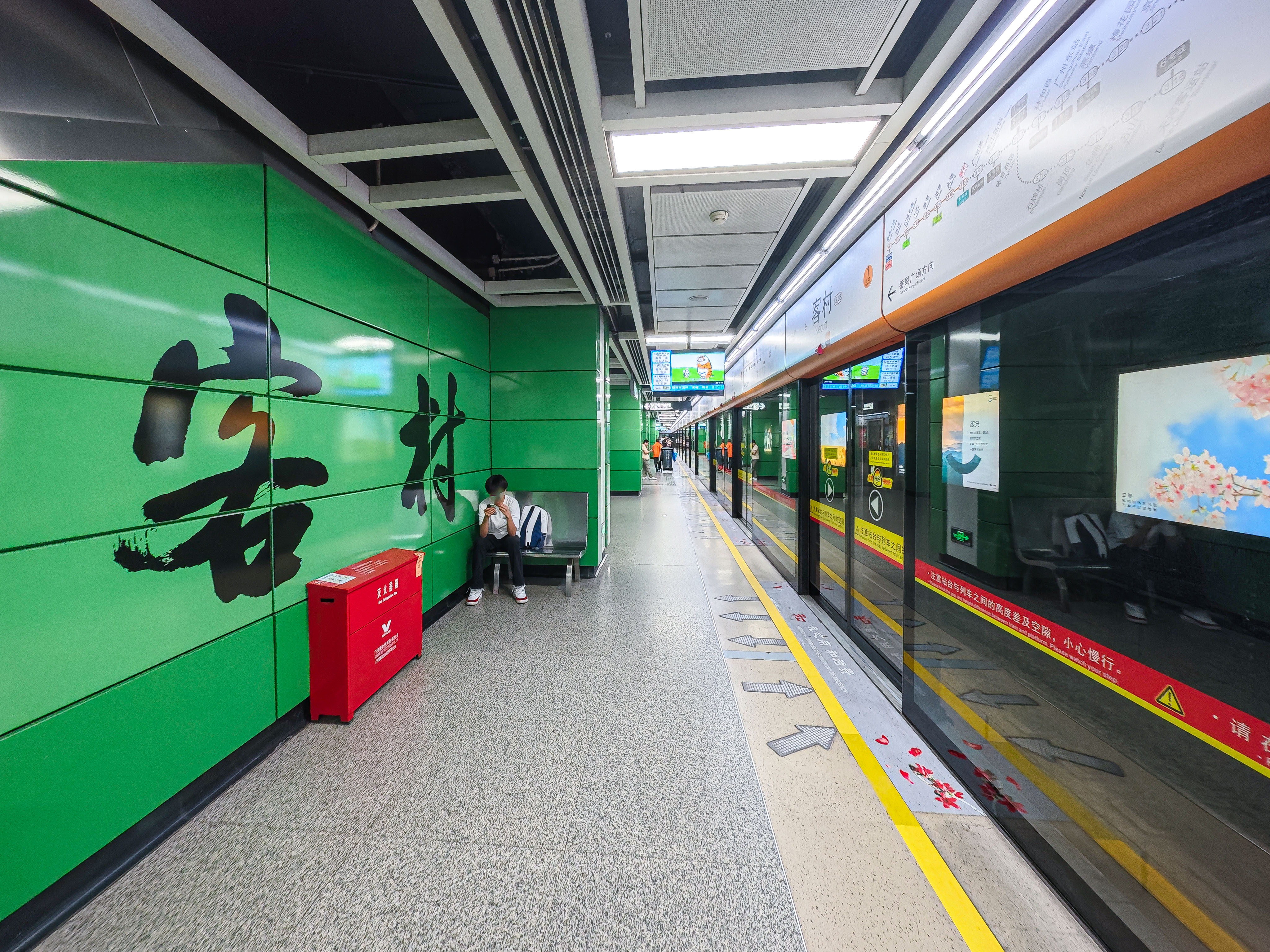
1号站台（3号线海傍方向）

本站3號綫月台設於新市頭路東側的地底，8號綫月台則設於新港中路地底。皆為島式月台。兩線月台組成一個十字型。8號綫月台在負二層，3號綫月台在負四層。兩線通過負三層的换乘平台换乘，另外亦可直接使用升降机，或繞經站厅进行换乘。
另外，本站3號線站台南側之間設有一條存車線。當3號綫的南段出現故障時，往番禺廣場站的列車將會通過此存車線折返，以本站為臨時總站。本站曾作為3號線首通段終點站時亦使用了該存車線進行折返。現時該存車線一般用於存放備用車，在高峰期往北開出疏導客流。
3號線和8號線的聯絡線亦設於本站东南象限處。在3号线开通初期由於無法使用廈滘車輛段，所有3號綫列車都必須经过该联络线前往赤沙車輛段停放。

### 出入口
客村站共设有4个出入口，其中C、D出入口均可连通丽影广场地库。
|                                                     |                                                |      |          |                                                                                               |
|                                                     |                                                |      |          |                                                                                               |
| 編號                                                | 设施                                           | 照片 | 出口指示 | 建議前往的目的地                                                                              |
| A                                                   | 盲道标志 · 扶手电梯标志                        |      | 新港中路 | 艺苑路、广州血液中心客村献血屋、珠影（地铁客村站）公交车站①（西行）                           |
| B                                                   | 无障碍通道标志 · 轮椅升降台标志 · 扶手电梯标志 |      | 新港中路 | 新市头路、自然资源部南海局、广东第二师范学院、赤岗领馆区、珠影（地铁客村站）公交车站②（西行） |
| C                                                   | 盲道标志                                       |      | 新港中路 | 广州大道南、珠影（地铁客村站）公交车站①（东行）                                               |
| D                                                   |                                                |      | 艺苑南路 | 新港中路、珠影（地铁客村站）公交车站②（东行）                                                 |
| 註： 設有 \| 設有 \| 設有輪椅升降台 \| 設有扶手電梯 |                                                |      |          |                                                                                               |

## 接驳交通
客村站周边设有“珠影（地铁客村站）”以及“新市头路口”等巴士站，方便乘客利用公交接驳前往各地。
| 公交线路 \| 编号 \| 编号 \| 线路 \| 线路 \| 线路 \| 收费 \| 备注 \| \| ---- \| -------------------- \| -------------------------- \| ---- \| -------------------------- \| ---- \| ------------------------------- \| \| \| 14 \| 赤沙（广东财经大学） \| ⇆ \| 广卫路 \| 2元 \| \| \| \| 37 \| 赤沙（广东财经大学） \| ⇆ \| 东山口 \| 2元 \| \| \| \| 69 \| 赤岗大塘 \| ⇆ \| 汾水小区 \| 2元 \| \| \| \| 93 \| 广州火车站（草暖公园） \| ⇆ \| 赤岗 \| 2元 \| \| \| \| 130 \| 赤岗大塘 \| ⇆ \| 华景新城 \| 2元 \| \| \| \| 131A珠江两岸游A线 \| 赤岗 \| ↻ \| 赤岗 \| 3元 \| \| \| \| 131B珠江两岸游B线 \| 赤岗 \| ↺ \| 赤岗 \| 3元 \| \| \| \| 184 \| 赤岗大塘 \| ⇆ \| 橫枝崗（廣醫腫瘤醫院） \| 2元 \| \| \| \| 189 \| 机场路 \| ⇆ \| 石榴岗（海珠政务服务中心） \| 2元 \| \| \| \| 190 \| 赤岗大塘 \| ⇆ \| 柯子岭（地铁大金钟路站） \| 2元 \| \| \| \| 206 \| 新滘东路（赤沙市场） \| ⇆ \| 滘口客运站 \| 3元 \| \| \| \| 226 \| 大塘（坚真花园） \| ⇆ \| 恒宝广场 \| 2元 \| \| \| \| 229 \| 罗冲围（松南路） \| ⇆ \| 琶洲石基村（黄埔古港） \| 3元 \| \| \| \| 239 \| 华景新城（翰景路） \| ⇆ \| 南洲北路 \| 2元 \| \| \| \| 250 \| 石榴岗 \| ⇆ \| 中山八路 \| 3元 \| 经宝岗大道、新港西路 \| \| \| 252 \| 天平架 \| ⇆ \| 外环西路（青创汇） \| 3元 \| \| \| \| 264A \| 仑头 \| ⇆ \| 珠影（地铁客村站） \| 2元 \| \| \| \| 270 \| 大基头（木偶艺术剧院） \| ⇆ \| 土华 \| 2元 \| \| \| \| 463 \| 大塘西（敦和） \| ↺ \| 珠影（地铁客村站） \| 2元 \| \| \| \| 468 \| 海琴湾（下渡路） \| ⇆ \| 土华 \| 2元 \| \| \| \| 488 \| 逸景西路（珠江国际纺织城） \| ↺ \| 赤岗路口 \| 2元 \| \| \| \| B7 \| 海珠客运站 \| ⇆ \| 车陂路 \| 2元 \| \| \| \| B7快线 \| 海珠客运站 \| ⇆ \| 车陂路 \| 2元 \| \| \| \| 大学城专线3大学城3线 \| 广东药学院 \| ⇆ \| 大学城（中部枢纽） \| 3元 \| 15分/班（寒暑假期间30–60分/班） \| \| \| 夜8 \| 广州火车站（草暖公园） \| ⇆ \| 赤沙（广东财经大学） \| 3元 \| 14路附属线路 \| \| \| 夜29 \| 滘口客运站 \| ⇆ \| 江海大道中 \| 3元 \| 206路附属线路 \| \| \| 夜37 \| 江海大道中 \| ⇆ \| 中山八路 \| 3元 \| 270路附属线路 \| \| \| 夜45 \| 大塘（坚真花园） \| ⇆ \| 城西花园 \| 3元 \| 226路附属线路 \| \| \| 夜66 \| 珠江帝景苑 \| ⇆ \| 新洲码头 \| 3元 \| 经客村立交 262路附属线路 \| \| \| 夜101 \| 沥滘 \| ⇆ \| 沐陂村 \| 4元 \| 582路附属线路 \| \| \| 夜108 \| 宸悦路 \| ⇆ \| 五羊邨 \| 3元 \| \| \| \| 高峰快线74 \| 珠影（地铁客村站） \| ⇆ \| 螺旋四路东 \| 2元 \| 252路附属线路 \| |                      |                            |      |                            |      |                                 |
| 编号 | 编号                 | 线路                       | 线路 | 线路                       | 收费 | 备注                            |
| | 14                   | 赤沙（广东财经大学）       | ⇆    | 广卫路                     | 2元  |                                 |
| | 37                   | 赤沙（广东财经大学）       | ⇆    | 东山口                     | 2元  |                                 |
| | 69                   | 赤岗大塘                   | ⇆    | 汾水小区                   | 2元  |                                 |
| | 93                   | 广州火车站（草暖公园）     | ⇆    | 赤岗                       | 2元  |                                 |
| | 130                  | 赤岗大塘                   | ⇆    | 华景新城                   | 2元  |                                 |
| | 131A珠江两岸游A线    | 赤岗                       | ↻    | 赤岗                       | 3元  |                                 |
| | 131B珠江两岸游B线    | 赤岗                       | ↺    | 赤岗                       | 3元  |                                 |
| | 184                  | 赤岗大塘                   | ⇆    | 橫枝崗（廣醫腫瘤醫院）     | 2元  |                                 |
| | 189                  | 机场路                     | ⇆    | 石榴岗（海珠政务服务中心） | 2元  |                                 |
| | 190                  | 赤岗大塘                   | ⇆    | 柯子岭（地铁大金钟路站）   | 2元  |                                 |
| | 206                  | 新滘东路（赤沙市场）       | ⇆    | 滘口客运站                 | 3元  |                                 |
| | 226                  | 大塘（坚真花园）           | ⇆    | 恒宝广场                   | 2元  |                                 |
| | 229                  | 罗冲围（松南路）           | ⇆    | 琶洲石基村（黄埔古港）     | 3元  |                                 |
| | 239                  | 华景新城（翰景路）         | ⇆    | 南洲北路                   | 2元  |                                 |
| | 250                  | 石榴岗                     | ⇆    | 中山八路                   | 3元  | 经宝岗大道、新港西路            |
| | 252                  | 天平架                     | ⇆    | 外环西路（青创汇）         | 3元  |                                 |
| | 264A                 | 仑头                       | ⇆    | 珠影（地铁客村站）         | 2元  |                                 |
| | 270                  | 大基头（木偶艺术剧院）     | ⇆    | 土华                       | 2元  |                                 |
| | 463                  | 大塘西（敦和）             | ↺    | 珠影（地铁客村站）         | 2元  |                                 |
| | 468                  | 海琴湾（下渡路）           | ⇆    | 土华                       | 2元  |                                 |
| | 488                  | 逸景西路（珠江国际纺织城） | ↺    | 赤岗路口                   | 2元  |                                 |
| | B7                   | 海珠客运站                 | ⇆    | 车陂路                     | 2元  |                                 |
| | B7快线               | 海珠客运站                 | ⇆    | 车陂路                     | 2元  |                                 |
| | 大学城专线3大学城3线 | 广东药学院                 | ⇆    | 大学城（中部枢纽）         | 3元  | 15分/班（寒暑假期间30–60分/班） |
| | 夜8                  | 广州火车站（草暖公园）     | ⇆    | 赤沙（广东财经大学）       | 3元  | 14路附属线路                    |
| | 夜29                 | 滘口客运站                 | ⇆    | 江海大道中                 | 3元  | 206路附属线路                   |
| | 夜37                 | 江海大道中                 | ⇆    | 中山八路                   | 3元  | 270路附属线路                   |
| | 夜45                 | 大塘（坚真花园）           | ⇆    | 城西花园                   | 3元  | 226路附属线路                   |
| | 夜66                 | 珠江帝景苑                 | ⇆    | 新洲码头                   | 3元  | 经客村立交 262路附属线路        |
| | 夜101                | 沥滘                       | ⇆    | 沐陂村                     | 4元  | 582路附属线路                   |
| | 夜108                | 宸悦路                     | ⇆    | 五羊邨                     | 3元  |                                 |
| | 高峰快线74           | 珠影（地铁客村站）         | ⇆    | 螺旋四路东                 | 2元  | 252路附属线路                   |

## 利用情況
客村站附近有眾多住宅區及商業點；以及來自海珠區的乘客若要前往珠江新城、天河西及石牌等商業中心區，均需要在本站换乘。因此本站是廣州地鐵的重要樞紐站之一，全天出入站客流和换乘客流都屬高水平，早晚高峰車站更會出現極大客流。且由於3號線和8號線有較大的運力差距，以及本站的3號線月台空間較為狹小，因此高峰期需要在本站的站厅及换乘層內，有時甚至需要临近車站辅助實施客流控制，以維持本站的乘車秩序，同時令月台容納人數不至於超出安全範圍。
為緩解3號線的客運壓力，本站每逢工作日7:30-9:30將視情況實施常态化客流控制措施，維持運營秩序。2017年6月19日起，周五（含公众假期前一天）晚17:30-19:00也将实行客流控制措施；2023年3月再延长至19:30。

## 历史
在1988年的「十字線網」規劃中，2号线在广州大道东侧设有珠影站的車站。後來在1997年的《廣州市城市快速軌道交通線網規劃研究（最終報告）》中，2號線被拆分，本站被確定為當時5號線（現8號線）的一座車站。但本站至琶洲的一段線路也列入2號線首通段工程中，採取先行貫通預留遠期拆分的方式。車站亦確定為客村站，位置亦微調至現時位置。而在2000年的近期線網規劃實施調整方案中，連接天河與番禺的3號線經過本站。於2008年的規劃方案中，12號線曾改為經過本站；后改為經過赤崗站。
2號線首期工程於1999年10月10日正式動工。车站在动工后才确定为2、3号线的换乘站，因此緊急停工3个月以更改設計，預留换乘3號線的節點。2001年8月23日，2号线车站封顶。2003年6月28日，本站随2号线曉港至琶洲段开通而啟用。
3号线车站于2004年10月26日封顶，2005年12月26日随3号线首通段（广州东站-客村）开通而启用3号线站台、换乘平台以及站厅南北向区域，本站亦成为换乘车站。
2007年6月，二八號線延長線工程獲得國家發改委批覆，8月全面動工。該工程將會把舊二號線在江南西站和曉港站拆解，並分別往南、西及北三個方向延長，回歸線網規劃，同時本站將會撥歸8號線。2010年9月22日至24日，本站2號線月台隨舊二號綫一同全線停運，進行軌道拆解、信號，供電割接工程以及聯合調試；9月25日清晨相关月台重启服务，並改屬新的8號線。
2022年年末疫情期间，本站曾受防控措施影响，于10月24日至11月30日下午暂停进出站，仅保留站内换乘服务。

## 未來發展

### APM线南延
2014年8月上旬，市规划局在“四馆一园”建筑设计竞赛的发布会上，透露廣州塔以南的嶺南廣場（现广州塔广场）下方規劃有APM南延線。同時根據交通規劃的建議，APM南延線可能於新港中路設置終點站，同時該車站將連接客村站，换乘3號線及8號線。但是目前APM南延线仍属于概念性规划，具体方案仍未確定；近年的地铁线网规划中亦无此计划。